# Besitz (Mecklenburg)
Besitz település Németországban, Mecklenburg-Elő-Pomeránia tartományban. Lakosainak száma 452 fő (2023. december 31.).

## Népesség
A település népességének változása:
| Lakosok száma | 436  | 449  | 453  | 452  | 460  | 452  |
|               | 2014 | 2017 | 2019 | 2021 | 2022 | 2023 |